# 古墳人
古墳人是古墳時代定居在日本群島的人類之統稱。 在彌生時代之後，人們來自朝鮮半島和歐亞大陸東部。 他們與繩文人和彌生人混合，形成現代日本人的祖先。 他們攜帶的基因佔現代本州地區人口基因組近70％。 他們的平均身高是日本有史以來除現代外排行第一者。
在古墳時代，鐵器在日本列島被廣泛製造。來自朝鮮半島等地如弓月君者為日本帶來各式生產技術。